# Ралф Еванс (яхтсмен)
Ралф Еванс (англ. Ralph Evans, 7 лютого 1924 — 23 липня 2000) — американський яхтсмен.
Срібний призер Олімпійських Ігор 1948 року в класі Світлячок.